# سوبرفوسفات

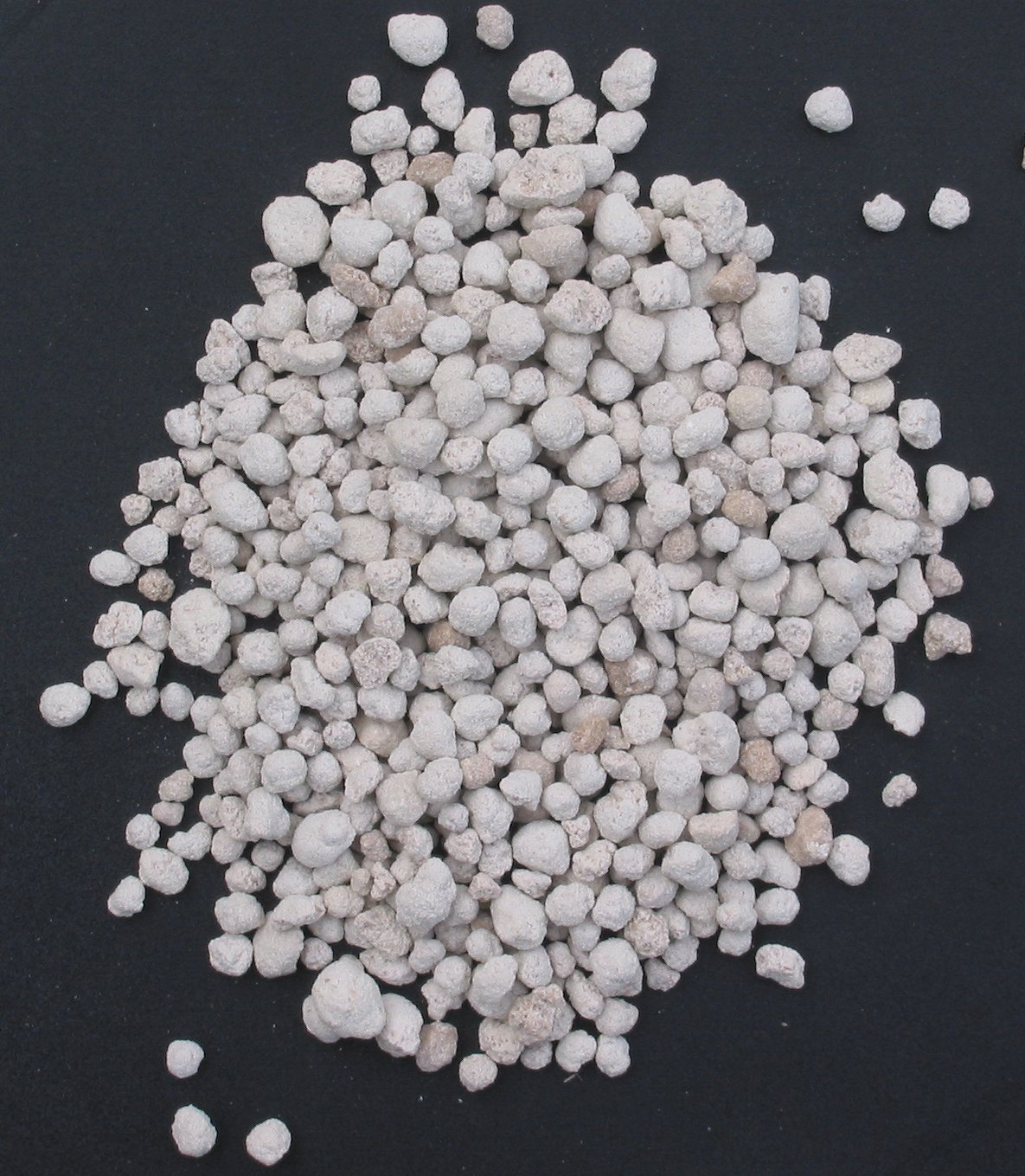

سوبرفوسفات هو اسم عام لعدة أسمدة يدخل فوسفات الكالسيوم في تركيبها. انتشرت صناعة سماد السوبرفوسفات منذ أواسط القرن التاسع عشر، وتعد من أشهر أنواع الأسمدة وأكثرها استعمالا.
يمكن التمييز بين سوبرفوسفات الأحادي والثنائي والثلاثي.

## السوبرفوسفات الأحادي
ويستحصل عليه عند معالجة فوسفات ثلاثي الكالسيوم مع حمض الكبريتيك فيتشكل فوسفات أحادي الكالسيوم القابل للانحلال في الماء بالإضافة إلى كبريتات الكالسيوم غير المنحلة.
{\displaystyle {\ce {Ca3(PO4)2 + 2H2SO4 + 4H2O -> Ca(H2PO4)2 + 2[CaSO4.2H2O]}}}
يحوي السوبرفوسفات الأحادي مقداراً من الفوسفور يعبر عنها بنسبة تتراوح بين 16–22% من P2O5 وزناً.

## السوبرفوسفات الثنائي
يحضر السوبرفوسفات الثنائي من تفاعل فوسفات ثلاثي الكالسيوم مع حمض الفوسفوريك:
{\displaystyle {\ce {Ca3(PO4)2 + 4H3PO4 -> 3Ca(H2PO4)2}}}
على العكس من السوبرفوسفات الأحادي فإنه عند تحضير السوبرفوسفات الثنائي لا تتشكل نواتج ثانوية غير منحلة. يحوي السوبرفوسفات الثنائي مقداراً من الفوسفور يعبر عنها بنسبة تتراوح حوالي 35% من P2O5 وزناً.

## السوبرفوسفات الثلاثي
يمكن الحصول على السوبرفوسفات الثلاثي بنفس أسلوب الحصول على السوبرفوسفات الثنائي، ولكن باستخدام حمض الفوسفوريك عالي النقاوة، بحيث يحوي مقداراً من الفوسفور يعبر عنها بنسبة تتراوح حوالي 46% من P2O5 وزناً.